# Трикотажный
Трикотажный — упразднённый в 1944 году рабочий посёлок Красногорского района Московской области, вошедший в состав города Тушино. Ныне Трикотажный проезд, расположенный в Северо-Западном административном округе города Москвы на территории районов Южное Тушино и Митино.

## География
Располагается на расстоянии 16 км от центра Москвы.

## История
Возник в 1929 г. как посёлок при трикотажной фабрике.
С 1939 г. рабочий посёлок.
В 1944 г. включён в состав города Тушино Решением Мособлисполкома № 1305 от 05.08.1944 «О включении в черту гор. Тушино рабочего поселка Трикотажный» (дополнение к решению N 1003 от 09.06.1944 г.).
С 1960 г. в черте Москвы.

## Транспорт
Платформа платформы Трикотажная Рижского направления Московской железной дороги/ Названа по посёлку .